# Ryan Sessegnon
Ryan Sessegnon (Roehampton, 18 mei 2000) is een Engels voetballer die doorgaans als linksbuiten speelt. Hij tekende in augustus 2019 een contract tot medio 2025 bij Tottenham Hotspur, dat €27.000.000,- voor hem betaalde aan Fulham.

## Clubcarrière
Sessegnon werd op achtjarige leeftijd opgenomen in de jeugdopleiding van Fulham. Hij debuteerde op 9 augustus 2016 in het eerste elftal, in een wedstrijd in het toernooi om de League Cup tegen Leyton Orient. Hij was toen 16 jaar en 81 dagen oud. Sessegnon debuteerde een week later in de Championship, tegen Leeds United. Vier dagen later maakte hij zijn eerste competitietreffer, tegen Cardiff City. Hij speelde dat seizoen dertig wedstrijden en groeide in 2017/18 uit tot onbetwiste basisspeler. Hij droeg er dat jaar met onder meer vijftien doelpunten in de competitie en één in de play-offs aan bij dat Fulham promoveerde naar de Premier League. In oktober 2020 werd hij voor een seizoen verhuurd aan het Duitse TSG 1899 Hoffenheim.

## Clubstatistieken
| Seizoen     | Club              | Competitie     | Competitie | Competitie | Beker | Beker | Internationaal | Internationaal | Totaal | Totaal |
| Seizoen     | Club              | Competitie     | Wed.       | Dlp.       | Wed.  | Dlp.  | Wed.           | Dlp.           | Wed.   | Dlp.   |
| ----------- | ----------------- | -------------- | ---------- | ---------- | ----- | ----- | -------------- | -------------- | ------ | ------ |
| 2016/17     | Fulham            | Championship   | 26         | 5          | 4     | 2     | —              | —              | 30     | 7      |
| 2017/18     | Fulham            | Championship   | 46         | 15         | 3     | 0     | —              | —              | 49     | 15     |
| 2018/19     | Fulham            | Premier League | 35         | 2          | 3     | 0     | —              | —              | 38     | 2      |
| Club totaal | Club totaal       | Club totaal    | 107        | 22         | 10    | 2     | 0              | 0              | 117    | 24     |
| 2019/20     | Tottenham Hotspur | Premier League | 2          | 0          | 0     | 0     | 2              | 1              | 4      | 1      |
| Club totaal | Club totaal       | Club totaal    | 2          | 0          | 0     | 0     | 2              | 1              | 4      | 1      |

Bijgewerkt t/m 14 december 2019

## Interlandcarrière
Sessegnon kwam uit voor verschillende Engelse nationale jeugdelftallen. Hij nam met Engeland –17 deel aan het EK –17 van 2016 en won met Engeland –19 het EK –19 van 2017. Hij was met Engeland –21 actief op het EK –21 van 2019.

## Erelijst
| Europees kampioen –19 | 1x | 2017 |